# Soiuz 11
Soiuz 11 (în rusă Союз 11, cu sensul de Uniunea 11) a fost singura misiune cu echipaj la bordul primei stații spațiale din lume, Saliut 1 ( Soiuz 10 a avut o andocare ușoară dar nu a reușit să intre din cauza unor probleme de blocare). Echipajul, format din  Gheorghi Dobrovolsky, Vladislav Volkov și Viktor Patsaiev, a sosit la stația spațială la 7 iunie 1971 și a plecat la 29 iunie. Misiunea s-a încheiat cu un dezastru, atunci când în capsula echipajului a scăzut presiunea în timpul pregătirilor pentru reintrarea în atmosferă, ucigând echipajul de trei persoane. Cei trei membri ai echipajului Soiuz 11 sunt singurii oameni despre care se știe că au murit în spațiu.

## Echipaj
| Poziție            | Cosmonaut                                          | Cosmonaut                                          |
| ------------------ | -------------------------------------------------- | -------------------------------------------------- |
| Comandant          | Georgy Dobrovolsky Primul zbor în spațiu           | Georgy Dobrovolsky Primul zbor în spațiu           |
| Inginer de zbor    | Vladislav Volkov Al doilea și ultimul zbor spațial | Vladislav Volkov Al doilea și ultimul zbor spațial |
| Inginer de testare | Viktor Patsayev Primul zbor în spațiu              | Viktor Patsayev Primul zbor în spațiu              |

### Echipa de rezervă
| Poziție            | Cosmonaut           | Cosmonaut           |
| ------------------ | ------------------- | ------------------- |
| Comandant          | Alexey Gubarev      | Alexey Gubarev      |
| Inginer de zbor    | Vitaliy Sevastyanov | Vitaliy Sevastyanov |
| Inginer de testare | Anatoli Voronov     | Anatoli Voronov     |

### Echipajul original
| Poziție            | Cosmonaut      | Cosmonaut      |
| ------------------ | -------------- | -------------- |
| Comandant          | Alexei Leonov  | Alexei Leonov  |
| Inginer de zbor    | Valeri Kubasov | Valeri Kubasov |
| Inginer de testare | Piotr Kolodin  | Piotr Kolodin  |

### Informații despre echipaj
Echipajul original al misiunii Soiuz 11 a fost format din Alexei Leonov, Valeri Kubasov și Piotr Kolodin. Un examen medical cu patru zile înainte de lansare a sugerat că Kubasov ar putea avea tuberculoză, iar în conformitate cu regulile misiunii, echipajul principal a fost înlocuit cu echipajul de rezervă. Pentru Dobrovolski și Patsayev, aceasta trebuia să fie prima lor misiune spațială. După eșecul lui Saliut 2 pe orbită, Kubasov și Leonov au fost transferați pe Soiuz 19 pentru Proiectul de testare Apollo-Soiuz din 1975. 

## Scopul misiunii
Navele spațiale Soiuz 7K-OKS au fost lansate la 6 iunie 1971, de la Cosmodromul Baikonur în Republica Sovietică Socialistă Kazahă. Cu câteva luni mai devreme, prima misiune spre Saliut, Soiuz 10, nu a reușit să se cupleze cu succes la stație. Soiuz 11 a andocat cu succes la Saliut 1 pe 7 iunie, iar cosmonauții au rămas la bord timp de 22 de zile, stabilind înregistrări de anduranță în spațiu care ar fi fost păstrate până la misiunea americană Skylab 2 din mai-iunie 1973.
La prima intrare în stație, echipajul s-a confruntat cu o atmosferă cu fum și arsă și după ce a înlocuit o parte a sistemului de ventilație, a petrecut a doua zi înapoi pe Soiuz până când aerul a fost respirabil. Sejurul lor pe Saliut a fost productiv, inclusiv emisiunile de televiziune în direct. Un incendiu a izbucnit în ziua 11-a a șederii lor, determinând planificatorii de misiune să ia în considerare abandonarea stației. Scopul planificat al misiunii a fost observarea lansării unei rachete N1, însă lansarea a fost amânată. Echipajul a constatat, de asemenea, că folosirea benzii de alergare pentru exerciții fizice, așa cum s-a cerut de două ori pe zi, a determinat vibrația întregii stații. Pravda a lansat știri despre misiune și actualizări periodice în timp ce era în curs de desfășurare. 

## Moartea echipajului
La 30 iunie 1971 (ora Moscovei), după o intrare în atmosferă aparent normală a capsulei misiunii Soiuz 11, echipa de recuperare a deschis capsula pentru a găsi echipajul mort.
Kerim Kerimov, președintele Comisiei de stat, a reamintit: "În afară, nu a existat nicio pagubă. Au bătut pe lateral, dar nu a existat nici un răspuns din interior. La deschiderea trapei, au găsit toți cei trei bărbați în fotoliile lor, nemișcați, cu pete de culoare albastru închis pe fețe și urme de sânge în nas și urechi. I-au scos din modulul de coborâre. Dobrovolski era încă cald. Medicii i-au făcut respirație artificială. Potrivit rapoartelor lor, cauza morții a fost sufocarea." 
A devenit rapid evident că s-au asfixiat. Defecțiunea a fost găsită la o supapă de ventilare pentru respirație, situată între modulul orbital și modulul de coborâre, care a fost deschisă de modulul de coborâre separat de modulul de serviciu, la 12 minute și 3 secunde după pornirea retro-rachetelor. Cele două au fost ținute împreună cu șuruburi explozive concepute pentru a se declanșa secvențial; de fapt, ele s-au ars simultan. Forța explozivă a arderii simultane a bolțurilor a determinat mecanismul intern al supapei de egalizare a presiunii să slăbească o etanșare care era de obicei activată mai târziu și care permitea în mod normal reglarea automată a presiunii cabinei. Valva a fost deschisă la o altitudine de 168 kilometri (551.000 ft), iar pierderea de presiune rezultată a fost fatală în câteva secunde. Supapa era situată sub scaune și era imposibil de găsit și blocat înainte ca aerul să se piardă. Datele recorderului de zbor de la un singur cosmonaut echipat cu senzori biomedicali au arătat că stopul cardiac a avut loc în 40 de secunde de pierderea presiunii. La 15 minute, 35 de secunde după retro-aprindere, presiunea cabinei a fost zero și a rămas așa până când capsula a intrat în atmosfera Pământului. Corpul lui Patsayev a fost găsit poziționat în apropierea supapei și poate că a încercat să închidă sau să blocheze supapa în momentul în care și-a pierdut cunoștința. 
O investigație amplă a fost efectuată pentru a studia toate componentele și sistemele Soiuz 11 care ar fi putut cauza accidentul, deși medicii au ajuns la concluzia că astronauții au murit de asfixiere. Examinarea modulului de coborâre a arătat că era în stare excelentă și că nu exista nicio deteriorare a acestuia sub forma unor fisuri sau defecte ale corpului. 
Autopsiile au avut loc la Spitalul Militar Burdenko și au constatat că cauza morții a fost hemoragia vaselor de sânge din creier, cu cantități mai mici de sângerare sub piele, în urechea interioară și în cavitatea nazală, toate au apărut ca urmare a expunerii la un mediu de vid care a făcut ca oxigenul și azotul în fluxurile sanguine să formeze bule și să rupă vasele de sânge. În sângele lor s-a găsit concentrații mari de acid lactic, un semn al stresului fiziologic extrem. Deși ar fi rămas conștienți timp de aproape un minut după ce a început decompresia, mai puțin de 20 de secunde ar fi trebuit să treacă înainte ca efectele lipsei de oxigen să facă imposibilă funcționarea corpurilor. 
Alexei Leonov, care a comandat inițial Soyuz 11, a sfătuit cosmonauții înainte de zbor să închidă manual supapele dintre modulele orbitale și cele descendente, deoarece el nu avea încredere în închiderea lor automată, o procedură pe care a observat-o în timp ce se afla în simulatorul Soiuz. Cu toate acestea, Dobrovolski, Volkov și Patsayev au ales fie să-i ignore avertismentele, fie să uite de ele în timpul misiunii îndelungate. După zbor, Leonov s-a întors și a încercat să închidă singur una dintre supape și a constatat că a durat aproape un minut ca s-o închidă, prea mult timp într-o situație de urgență în care atmosfera navei spațiale scade foarte repede.
Mass-media de stat sovietică a încercat să aplaneze sfârșitul tragic al misiunii și, în schimb, a subliniat realizările sale în timpul șederii echipajului la bordul Saliut 1. Deoarece nu s-a anunțat public cauza exactă a deceselor cosmonautului timp de aproape doi ani după aceea, planificatorii americani au fost extrem de îngrijorați de viitorul program spațial Skylab, deoarece nu puteau fi siguri dacă timpul prelungit în gravitație zero ar fi fost fatal. Cu toate acestea, medicul NASA, Charles Berry, și-a păstra convingerea fermă că cei trei cosmonauți nu ar fi putut să moară din cauză ca au stat prea multe săptămâni în gravitație redusă. Până când sovieticii au dezvăluit în sfârșit ceea ce s-a întâmplat cu adevărat, dr. Berry a susținut că echipajul a decedat din cauza inhalării unor substanțe toxice. 
Un film care a fost ulterior declasificat a arătat că medicii au încercat să facă resuscitare cardiacă cosmonauților. Nu s-a știut decât după autopsie că au murit din cauza depresurizării capsulei. Echipajul de la sol a pierdut contactul audio cu echipajul înainte de a începe reintrarea în atmosferă și a început deja pregătirile pentru situații neprevăzute în cazul în care echipajul era deja pierdut.

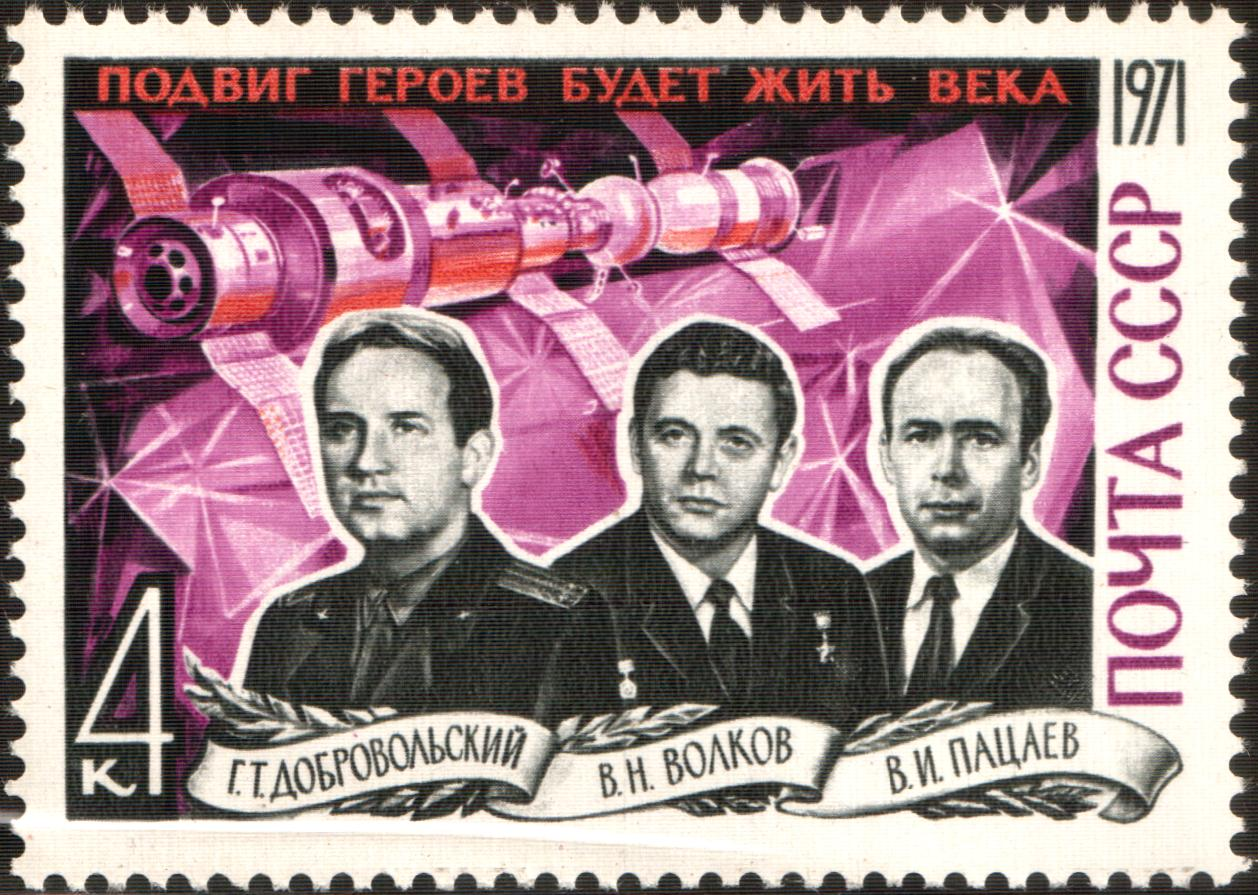
Soyuz 11 pe o ștampilă comemorativă din 1971 a URSS

Cosmonauții au avut parte de o înmormântare de stat grandioasă  și au fost îngropați în Necropolele din Zidul Kremlinului,  în Piața Roșie din Moscova, lângă rămășițele lui Iuri Gagarin. Astronautul american, Tom Stafford, a fost unul dintre purtătorii sicrielor. De asemenea, fiecare dintre ei a fost premiat cu medalia eroului Uniunii Sovietice . 

Președintele american Richard Nixon a emis o declarație oficială după accident: 
„The American people join in expressing to you and the Soviet people our deepest sympathy on the tragic deaths of the three Soviet cosmonauts.  The whole world followed the exploits of these courageous explorers of the unknown and shares the anguish of their tragedy. But the achievements of cosmonauts Dobrovolsky, Volkov and Patsayev remain. It will, I am sure, prove to have contributed greatly to the further achievements of the Soviet program for the exploration of space and thus to the widening of man's horizons.”
Navele spațiale Soiuz au fost reproiectate extensiv după acest incident pentru a purta doar doi cosmonauți. Locul suplimentar era disponibil pentru ca echipajul să poarte costume spațiale Sokol în timpul lansării și aterizării. Sokol a fost un costum de presiune ușoară destinat utilizării în caz de urgență; versiuni actualizate ale costumului rămân în uz până în prezent. O capsulă Soiuz a avut din nou trei membri ai echipajului la reproiectarea lui  Soiuz-T în 1980, care a făcut suficient spațiu pentru trei persoane în costume de presiune ușoare pentru a călători în capsulă. 

## Memoriale
Coordonatele Soiuz 11 de aterizare sunt 47°21′24″N 70°07′17″E / 47.35663°N 70.12142°E care se află la 90 de  km sud-vest de Karazhal, Karagandy, Kazahstan și aproximativ la 550 km nord-est de Baikonur. În locul aterizării a fost amplasat un monument memorial sub forma unei coloane metalice triunghiulare, cu imaginea gravată a feței fiecărui membru al echipajului într-un triunghi stilizat pe fiecare dintre cele trei laturi aflate lângă vârf. Memorialul se află într-o zonă deschisă, plată, departe de orice zonă populată, într-un gard mic, circular.  În 2012, s-a constatat că memorialul a fost vandalizat și nu mai poate fi reparat, rămânând doar baza coloanei metalice.
Cu toate acestea, în 2013, agenția spațială rusă Roscosmos   a reproiectat un monument care reflectă forma originalului, dar de data aceasta a fost construit din cărămidă. De asemenea,  a fost pus un semn care explică istoria locului și a aspectului monumentului original.
Cratere lunare au fost numite după cei trei cosmonauți: Dobrovolskiy, Volkov și Patsaev. Numele celor trei cosmonauți sunt incluse pe placa comemorativă Fallen Astronaut plasată pe Lună în timpul misiunii Apollo 15 din august 1971. Pentru a onora pierderea echipajului Soiuz 11, un grup de dealuri pe planeta Pluto este numit și Soyuz Colles . 